# میا واشیکوفسکا
میا واشیکوفسکا (به انگلیسی: Mia Wasikowska) (تلفظ: VAH|shee|KOF|skə) متولد ۱۴ اکتبر ۱۹۸۹ یک بازیگر استرالیایی است. او کارش را با فیلم‌های کوتاه شروع کرد. او پس از بازی در فیلم آلیس در سرزمین عجایب تیم برتون که یک میلیارد دلار فروش کرد، به بازیگری برجسته تبدیل شد. وی در فیلم‌های جین ایر، خستگی ناپذیر، آلبرت نوبز و قله‌ای به رنگ خون نیز بازی کرده است.

## زندگی شخصی
او در استرالیا زاده شد و بزرگ شد، فرزند وسط خانواده است. یک خواهر بزرگتر از خود و یک برادر کوچکتر از خود دارد. مادرش عکاس لهستانی و پدرش یک عکاس استرالیایی است. در ۱۹۸۹، خانواده‌اش تصمیم گرفتند به لهستان مهاجرت کنند زیرا مادرش آنجا بورسیه شده بود که مجموعه‌ای از تجربیاتی که از مهاجرت به استرالیا بدست آورده بود را منتشر کند. در آن زمان میا هشت سال داشت. خانواده‌اش همچنین در این مدت به کشورهایی مثل آلمان، فرانسه و روسیه نیز سفر کرده بودند.
او یادگیری باله را از سن هشت سالگی شروع کرد و وقتی که چهارده ساله شد هفته‌ای ۳۵ ساعت تمرین می‌کرد تا بتواند تمام وقت به مدرسه برود در واقع در همین زمان بود که تصمیم گرفت باله را ترک کند زیرا فشار زیادی که برای زیبایی اندامش تحمل می‌کرد، به اعتماد نفسش لطمه می‌زد.
او با اینکه از اجرا بیزاری داشت ولی هم‌زمان به بازیگری علاقه نشان می‌داد زیرا فکر می‌کرد توسط بازیگری می‌تواند به نقص‌های بشری پی ببرد. در اوقات فراغتش یک عکاس حریص است. اغلب برای عکاسی به سفر می‌رود و همچنین وقتی در صحنه بازی حضور دارد از خودش عکس می‌گیرد. میا در این رابطه طی مصاحبه‌ای که با مجلهٔ تایمز داشت عنوان کرد: «ما این پرسپکتیو فوق‌العاده را به عنوان یک بازیگر در مقابلمان می‌بینیم. دوست دارم به همه نشان دهم وقتی به من خیره می‌شوند من آن زمان چه چیزی را می‌بینم».

## شغل

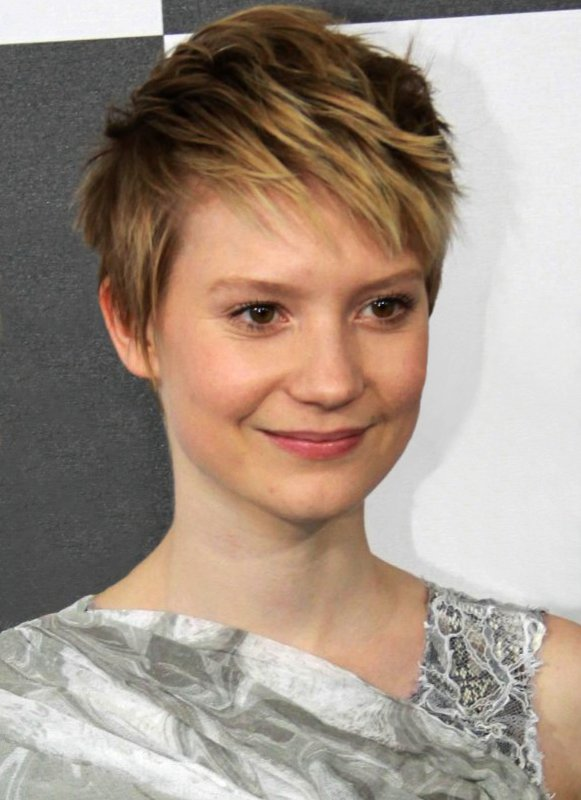
میا واسیکوفسکا در مراسم Independent Spirit Awards در لس آنجلس، ۵ مارس ۲۰۱۰

### اوایل دوران کاری
بعد از سال ۲۰۰۴ که با یک گروه استرالیایی به خوانندگی پرداخت، دو قسمت در پرستاران (مجموعه تلویزیونی) نقش ایفا کرد. او پانزده سالش بود که در فیلم استرالیایی ضرب و شتم در حاشیه بازی کرد که اولین کار سینماییش بود. همچنین به خاطر بازی خوبش نامزد جایزهٔ آ اف آی بهترین بازیگر جوان شد. در همان سال ۲۰۰۶ نیز اولین فیلم کوتاهش را منتشر کرد به نام داستان عشقی لنز که خودش در آن هیچ دیالگی نداشت. در ۲۰۰۷ در فیلم ترسناک دغل و درام سپتامر ظاهر شد که برای بازی در فیلم آخری با دویست نفر رقابت کرد که سرانجام نقش به او رسید. در ۲۰۰۸ فیلم کوتاه من سارا جین را دوست دارم بازی کرد.

### آغاز کارش در آمریکا
در سن هفده سالگی میا برای اولین بار در آمریکا توقف کرد. او در نقش سوفی، یک ژیمناست با علایق خودکشی بازی کرد که مورد تشویق اچ بی او قرار گرفت. بازی در این نقش مجبورش کرد که مدرسه‌اش در استرالیا را ترک کند و در حالی که کلاس‌های خبرنگاری را می‌گذراند، سه ماه در آمریکا بماند. او به خاطر بازی در نقش این نوجوان بحران زده که توسط یک روان‌پزشک درمان می‌شود، نظر مثبت منتقدان را دریافت کرد و به خاطر لهجهٔ آمریکایی عالیش در این فیلم مورد تشویق عموم قرار گرقت.
میا در مصاحبه‌ای که در اکتبر ۲۰۰۸ داشت عنوان کرد: «میمیک صورت من مانند کودکان است و به خاطر هجوم فیلم‌های آمریکایی در دنیا به راحتی می‌توان لهجهٔ آن‌ها را یادگرفت.» نمایش این مصاحبه باعث شد او به سرعت برای بازی در فیلم دیگری انتخاب شود. میا نقش کوتاه زن یک جنگلبان (جمی بل) را در فیلم مبارزه طلبی بازی کرد. کارگردان ادوارد ویک بدون ملاقات با میا او را برای بازی در فیلمش برگزید. ادوارد می‌گوید: «زندگی داخلی میا آنقدر واضح است که حتی اگر ثابت باشد نیز دیده می‌شود.»
او در سال ۲۰۰۹ نقش مکمل فیلمی به نام خورشید عصر را بازی کرد. این فیلم به سبک گوتیک ساخته شده بود. کارگردان این کار دنبال یک بازیگر جوان می‌گشت که میا اولین کاندیدا برای بازی در این کار بود. البته چون جریان این فیلم در جنوب آمریکا روی می‌دهد، کارگردان در صدد این بود که بازیگری جنوبی انتخاب کند ولی سایر کاندیدا در تست ناموفق شدند و گروه پیشنهاد دادند میا انتخاب شود. میا فقط دو ساعت وقت داشت که خود را برای کار آماده کند که تمام آن دو ساعت مشغول تماشای فیلم دختر معدنچی به صورت آنلاین بود تا بتواند سریع لهجهٔ آمریکای جنوبی را بیاموزد و به خوبی توانست روی کارگردان بأثیر بگذارد. در واقع او تنها بازیگر غیر آمریکایی در آن پروژه بود. این فیلم کاندیدای جوایز روح مستقل برای بهترین بازیگر مکمل شد وجایزهٔ جنوبی بهترین تیم را کسب کرد.
در ژوئیه ۲۰۰۸ بغد از یک جستجوی طویل، او به عنوان قهرمان فیلم آلیس در سرزمین عجایب تیم برتون انتخاب شد و در کنار جانی دپ، هلنا بونهام کارتر و آن هاتاوی بازی کرد. او یک تست بازیگری ضبط شدهٔ خودش را برای تیم در لندن فرستاد. بعد از انجام سه تست دیگر در لندن برای این کار انتخاب شد چون برتون عقیده داشت «روح قدیمی او» به عنوان یک کاتولیک به او کمک می‌کند و گفت: «به خاطر این که تو گودال رو ار طریق چشمانت تجسم می‌کنی باید زیرکی خاصی را به کار ببری.» او در این فیلم نقش دختری نوزده ساله را بازی می‌کند که وقتی می‌خواسته از ازدواج اجباری اش فرار کند، دوباره به سرزمین عجایب بازمی‌گردد. وابستگی زیاد میا به این کاراکتر نقش زیادی در تمایل او به بازی در نقش آلیس بود زیرا او در دوران کودکی عاشق کتاب آلیس در سرزمین عجایب بود. او همچنین ورژن جدید آلیس را که برتون ساخته بود را بررسی کرد تا بیشتر با شخصیت آلیس آشنا شود. میا دربارهٔ آلیس می‌گوید: «آلیس یک ناراحتی مشخصی در خودش، در جامعه و در میان همسالانش مشاهده می‌کرد… چیزی که من خودم هم در زندگیم حس می‌کردم و می‌توانستم به‌طور کامل او را درک کنم. او هیچ وقط نمی‌توانست مانند همسالانش باشد. آلیس یک بیننده است که زیاد فکر می‌کند، درست مثل من.» او در دوازده دسامر ۲۰۱۰ برندهٔ جایزهٔ آ اف آی بخاطر بازی در آلیس در سرزمین عجایب شد.
در کمدی بچه‌ها حال‌شان خوب است نقش دختر درسخوان یک زوج همجنس‌گرا (جولیان مور و آنت بنینگ) را بازی می‌کند که والدینش از طریق لقاح مصنوعی او را باردار شده‌اند. با در خواست برادر کوچکش به دنبال پدر بیولوژیکی خود (مارک روفالو) می‌گردد.
در سال ۲۰۱۰ او و جانی دپ با درآمد ۱٫۰۳ هزار میلیارد تومان در سال، جایگاه دوم را در پردرآمدترین بازیگران دنیا بدست آوردند. جایگاه اول را لئوناردو دی کاپریو با درآمد ۱٫۱ هزار میلیارد تومان کسب کرد.

## فیلم‌شناسی
- ضرب و شتم در حاشیه - ۲۰۰۶
- سپتامر - ۲۰۰۷
- دغل - ۲۰۰۷
- تمساح-۲۰۰۷
- مبارزه طلبی - ۲۰۰۸
- آملیا - ۲۰۰۹
- خورشید عصر - ۲۰۰۹
- آلیس در سرزمین عجایب - ۲۰۱۰
- بچه‌ها حال‌شان خوب است - ۲۰۱۰
- جین ایر - ۲۰۱۱
- خستگی ناپذیر - ۲۰۱۱
- آلبرت نوبز - ۲۰۱۱
- استوکر - ۲۰۱۳
- فقط عاشقان زنده می‌مانند - ۲۰۱۳
- مسیرها - ۲۰۱۳
- همزاد - ۲۰۱۳
- نقشه‌های ستاره‌های سینما - ۲۰۱۴
- قله‌ای به رنگ خون - ۲۰۱۵
- آلیس آنسوی آینه - ۲۰۱۶
- مردی با قلب آهنین - ۲۰۱۷
- دوشیزه - ۲۰۱۸
- جودی و پانچ - ۲۰۱۹
- پرنده سیاه - ۲۰۱۹
- شیطان تمام‌وقت - ۲۰۲۰
- جزیره برگمن ۲۰۲۱

## مجموعه‌های تلویزیونی
- پرستاران (مجموعه تلویزیونی) - ۲۰۰۴
- در درمان - ۲۰۰۸